# سیل ۱۳۱۳ تبریز
سیل ۱۳۱۳ تبریز، سیلی بود که در ۸ مرداد ۱۳۱۳ خورشیدی در تبریز رخ داد. سیل تبریز تلفات جانی گسترده‌ای نداشت؛ ولی از لحاظ مالی با تخریب حدود ۱۳۰۰ خانه و مغازه و بر جای گذاشتن انبوهی از شن و لای و تخته سنگ‌های بزرگ که می‌بایست تخلیه شود، خسارات چشمگیری به بار آورد.

## شرح واقعه

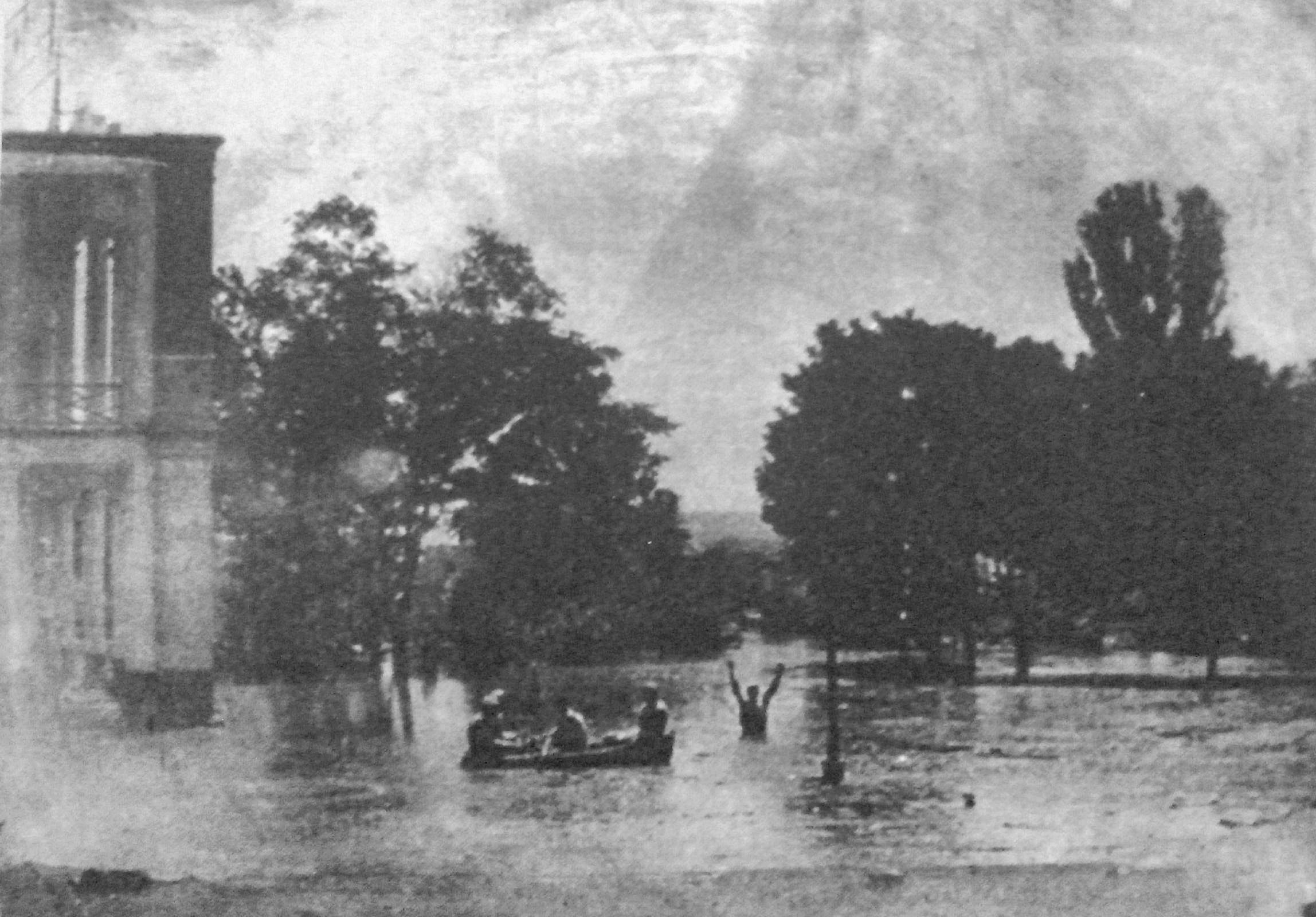
باغِ عالی قاپوی تبریز از سیل پر شده‌است.

در پی بارندگی‌هایی در ارتفاعات و نواحی شرقی حومه تبریز در بعد از ظهر روز هشتم مرداد ۱۳۱۳، در حالی که در خود شهر، نشانه‌ای مبنی بر احتمال بروز یک چنین واقعه‌ای داده نمی‌شد، سیل در مسیر رودهای قوری‌چای و میدان‌چای سرازیر شده و بعد از تخریب موانعی چون پایه‌های پل‌ها و سدها و دیواره‌های مسیل، در امتداد خیابان پهلوی که از خیابان‌های عمده شهر محسوب می‌شد، جریان یافته و تمام ساختمان‌های اطراف آن را در خود گرفت. این سیل که حدود دو ساعت جریان داشت و سه ساعت نیز طول کشید که به تدریج فروکش کند، در ادامه به سمت نقاطی چون ایستگاه راهﺁهن و قسمت‌هایی از محله‌های باغ گلستان، اهراب، شاه آباد و کوچه باغ سرازیر شده و به غیر از تخریب منازل و انبارهای کالا همچون سرای امیر، برخی از مراکز اداری از قبیل ساختمان‌های نظمیه، عدلیه، بلدیه، و ایالتی را نیز مختل کرد.
گفته می‌شود، سیل پس از تخریب سد، به خیابان پهلوی جاری و از همان ابتدا شروع به خرابی خانه‌ها و عمارات و مغازه‌های اطراف خیابان نموده، با سرعت، تا جلوی مسجد کریمخان رسیده، در آنجا دو قسمت شده، قسمتی به خیابان کهنه هجوم آورده و بازارچه خیابان، اداره مالیه شهر و دخانیه را فرا گرفت. اداره چراغ برق، میدان شاهپور، اداره آمار، اداره معارف، ادارات شهربانی، عدلیه، اداره بلدیه، اداره نظمیه، عمارت ایالتی (عالی قاپو) و سرای امیر از جمله مکان‌هایی بودند که در اثر سیل بخش‌هایی از آن‌ها تخریب یا به‌طور کامل در آب محاصره شدند. این سیل سراسر خیابان پهلوی را مبدل به یک رودخانه لجن زار نمود و در شهر صدای ریزش و خرابی خانه‌ها، عمارت‌های پر از آب و ناله‌های سیل زدگان، شنیده می‌شد.

## خسارات

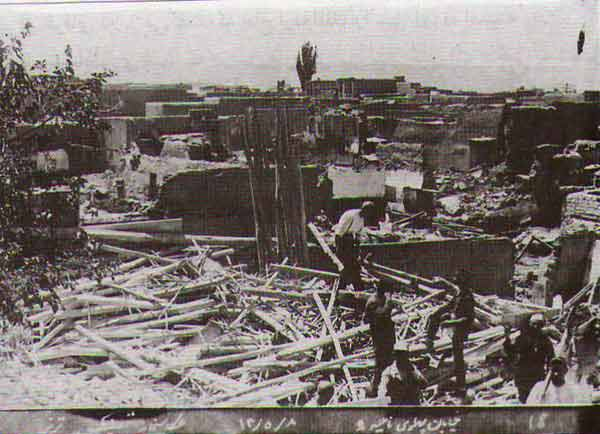
خرابی‌های خیابان پهلوی تبریز پس از سیل.

سیل تبریز تلفات جانی گسترده‌ای نداشت، ولی از لحاظ مالی با تخریب حدود ۱۳۰۰ خانه و مغازه و بر جای گذاشتن انبوهی از شن و لای و تخته سنگ‌های بزرگ که می‌بایست تخلیه شود، خسارات چشمگیری به بار آورد. در گزارش منشی کمیسیون سیل‌زدگان، میزان تقریبی این خسارات به غیر از خساراتی که به خیابان‌های شهر و ادارات و مؤسسات دولتی وارد آمده بود، از حیث تخریب ساختمان‌ها و اثاثیهٔ منازل و از بین رفتنِ مال‌التجاره ، در حدود پانزده میلیون ریال تخمین زده شد که تقریباً ده میلیون ریالِ آن مربوط به ثروتمندان شهر و پنج میلیون ریال نیز متعلق به اشخاص غیرثروتمند بود. خسارات وارده به ادارات دولتی نیز متجاوز از دویست هزار تومان بوده‌است.

## کمک‌رسانی به سیل زدگان
اقدامات فهیمی، والی آذربایجان و سرتیپ سیف، رئیس شهربانی و امیر لشکر محتشمی ریاست لشکر با افراد تحت فرمانشان از جمله ۱۲۰۰ نفر نظامی، برای کمک‌رسانی و نجات سیل زدگان، نخستین واکنش مقامات در قبال این واقعه بود. این در حالی بود که به دلیل قطع خطوط تلگرافی، مقامات تهران و دیگر استان‌ها خبر دقیقی از این ماجرا نداشتند.
در روز ۱۱ مرداد بنا به دعوت فهیمی، مجلسی از رؤسای ادارات کشوری و لشکری و همچنین چهره‌های سرشناس شهر تشکیل شد که پس از اظهارات والی در توصیف وضعیت شهر و سیل زدگان، حدود بیست نفر از بزرگانِ حاضر به نمایندگی از نواحی هفتگانه تبریز به عضویت «هیئت کمیسیون سیل زدگان» انتخاب شدند که کار خود را از ۱۳ مرداد آغاز کردند. وظیفه اصلی این هیئت جمع‌آوری کمک و اعانه از ثروتمندان تبریز و دیگر نقاط کشور و توزیع این کمک‌های مالی در میان سیل زدگان بود.
در این میان در حالی که با انتقال ادارات آسیب دیده به ساختمان‌های دیگر، اداره امور روال منظم‌تری یافت، با برقراری مجدد ارتباط تلگرافی مستقیم میان تبریز و تهران در ۱۳ مرداد، مقامات کشور ضمن آگاهی از ابعاد گسترده سیل و خرابی‌های آن، برای رسیدگی به این امر رشته اقداماتی را آغاز کردند. در آغاز کمک‌های مرکز صورتی فردی و غیرمتمرکز داشت، مانند کمک یکصد هزار تومانی رضا شاه یا کمک‌های نمایندگان آذربایجان در مجلس شورای ملی و پاره‌ای از تجار آذربایجانی مقیم مرکز که سریعاً به تبریز فرستاده شد؛ ولی بعد از وصول و انتشار گزارش‌های مفصل‌تری در این زمینه، هیئتی مرکب از شانزده نفر برای تشکیل یک کمیسیون اعانه انتخاب شدند. این کمیسیون، بار اصلی جمع‌آوری و هدایت کمک‌های مردمی را بر عهده داشت. بنا به گزارش‌های موجود علاوه بر دیگر شهرهای آذربایجان، در نقاطی چون مشهد، قزوین، ساری، بابل، بروجرد، رشت، همدان، یزد، اراک، کرمانشاه و خوزستان، مراکزی جهت گردآوری کمک افتتاح شدند و براساس صورت ریز اعانات دریافتیِ مندرج در کتابچه «صورت درآمد و هزینه کمیسیون سیل‌زدگان» حدود ۶۲٪ از کل کمک‌های واصله، از مرکز و دیگر شهرهای ایران جمع‌آوری شده بودند.

## بازسازی اماکن تخریب شده
در حالی که در تبریز کار تخلیه گل و لای و صخره‌های بر جای مانده از سیل در سطح شهر ادامه داشت، حضور و نظارت شخص میرزا محمودخان جم ـوزیر کشور کابینه فروغیـ در تبریز در فاصله ۲۷ مرداد تا ۱۱ شهریورِ همان سال نیز موجب تحرک بیشتر در اقدامات جاری شد. یکی از نخستین اقداماتی که پس از بروز سیل صورت گرفت، مأموریت هیاتی از مهندسین شهرداری برای بازسازی مسیل‌ها بود. احیاء مسیل‌های قوری چای و میدان چای از طریق خاکبرداری، بازسازی دیواره‌ها و تخریب ساخت و سازهایی که در آن‌ها صورت گرفته بود و همچنین احداث سدهایی در نظامیه و دیگر نقاط از جمله اقداماتی بود که با تخصیص یک اعتبار ۲۰۰ هزار تومانی از سوی دولت آغاز شد.

### تعریض مسیر رودخانه و احداث سد سیلاب گیر
یک سال پس از وقوع این سیل، ارفع الملک جلیلی، شهردار وقت تبریز در سال ۱۳۱۴، تصمیم به ساخت سدی گرفت که وقوع سیلاب‌های شهر را کنترل کند. وی در آن سال‌ها با اختصاص ۲ میلیون تومان اعتبار، اقدام به عریض کردن مسیر ۱۲ کیلومتری رودخانه میدان چایی و قوری چای از غرب تا شرق شهر کرد. جلیلی با اتمام این طرح پس از سه سال، شهر تبریز را برای همیشه از خطر سیل نجات داد. بخش های اصلی این دیوار سنگی تا زمان حاضر همچنان پابرجاست هر چند ساخت و ساز‌های جدید بسیاری از جمله بخشی از خط یک مترو تبریز مابین استگاه ۲۹ بهمن تا ایستگاه دانشگاه و برخی از سازه‌های تقاطع‌های غیر همسطح در پارک‌وی چای‌کنار از درون دیوار سیل بند عبور می‌کند.